# 德拉河

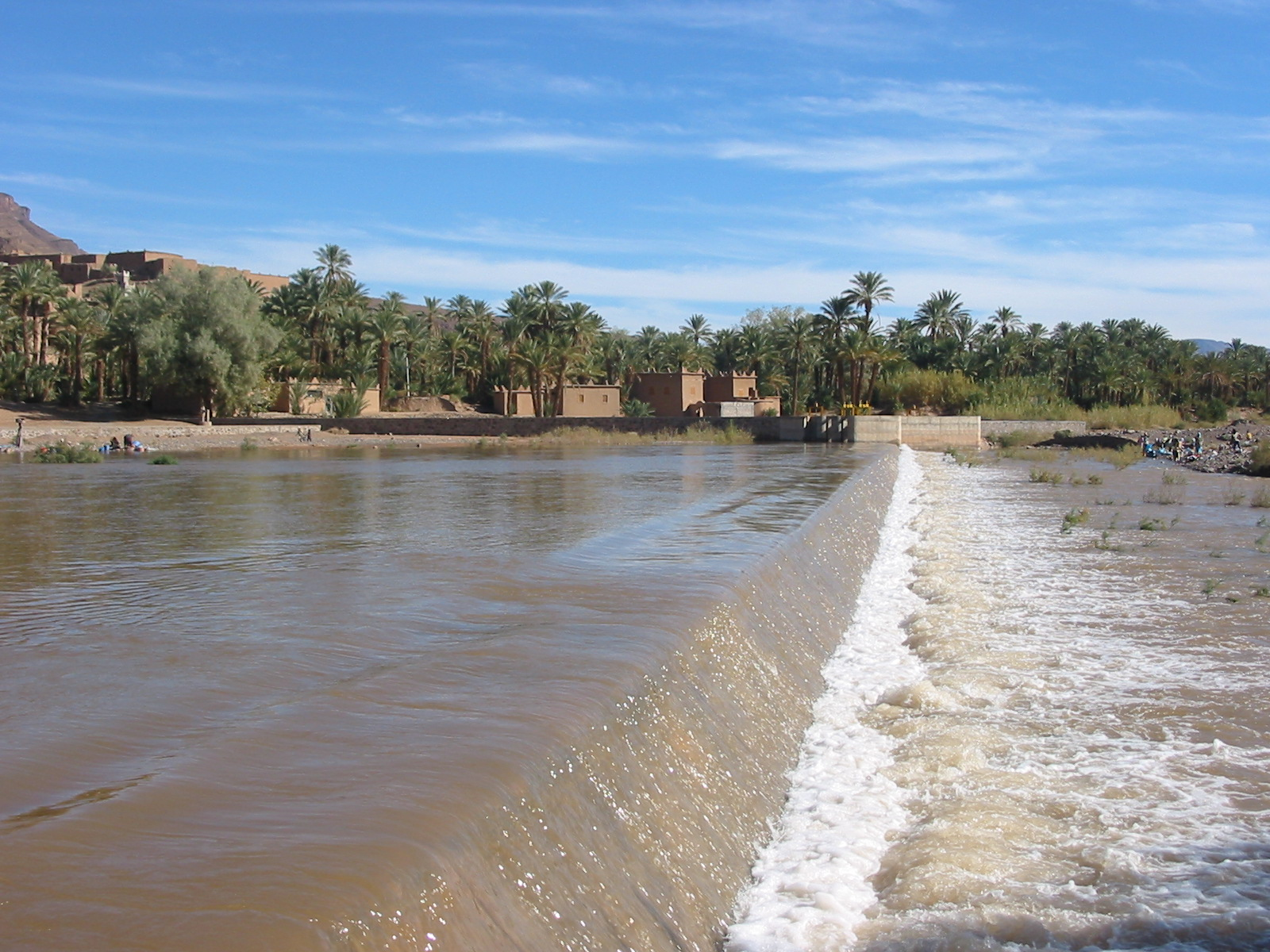
德拉河

德拉河（阿拉伯語：وادي درعة）是非洲的乾谷，也是摩洛哥最長的河流，河道全長約1,100公里。
德拉河發源自該國中部的高阿特拉斯山，其後往東南和西南方向流入大西洋，是摩洛哥和阿爾及利亞的接壤邊境。
28°57′43″N 10°36′40″W / 28.96194°N 10.61111°W